# داني ماركيز
داني ماركيز (8 مارس 1991 في البرتغال - ) هو لاعب كرة قدم برتغالي في مركز الهجوم.

## وصلات خارجية
- داني ماركيز على موقع قاعدة بيانات كرة القدم.إي يو (الإنجليزية)
- داني ماركيز على موقع Soccerway.com (الإنجليزية)